# Peapark

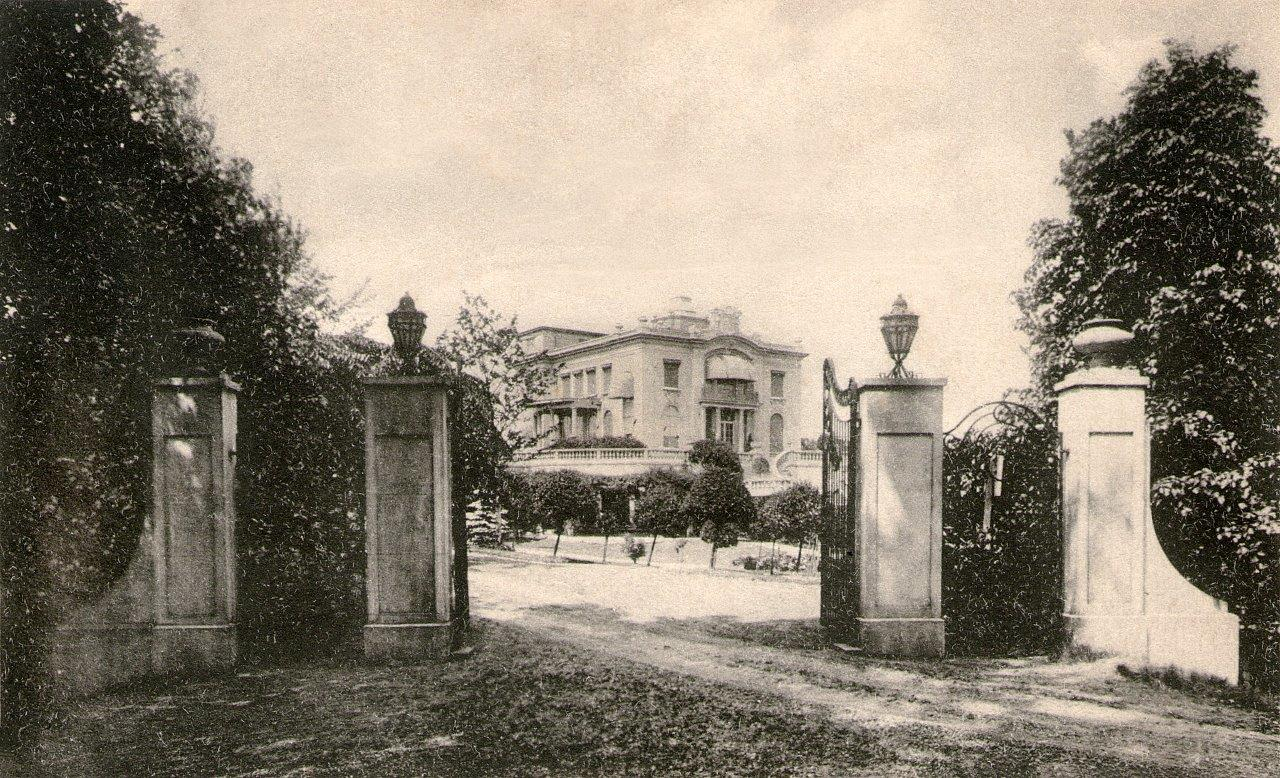
Opname van de villa vanaf de toegangspoorten.

Peapark was een paleisachtige villa in de Warande in Helmond. 

## Historie
Textielfabrikant Piet de Wit liet voor zijn vrouw (zijn voormalig huishoudster) Anna Arts hier in 1914 een enorm landhuis bouwen onder de naam Peapark. De naam Peapark is afgeleid van de voornamen van het echtpaar, Piet en Anna.
Het landhuis stond aan de Aarle-Rixtelseweg in Helmond, een weg waar meerdere villa´s van textielfabrikanten stonden. Het stond in de Warande; het gedeelte waar het huis stond kreeg de naam Peapark.

## Bouw
Het landhuis Peapark was een grote witte villa met 45 vertrekken, een 27 meter hoge toren, een fundering van 8 meter diep, statige trappen, bordessen, een garage, een koetshuis, pergola’s, vijvers en fonteinen. Het huis werd ontworpen door architect August van Spaendonck uit Tilburg.

## Faillissement
Piet de Wit leefde op te grote voet en voerde ook zo zijn zaken. De schuldenberg werd steeds groter, totdat in 1925 een faillissement volgde. Als gevolg hiervan kwam ook zijn persoonlijk bezit onder de hamer (Piet failliet!) zoals het Peapark en andere bezittingen, waaronder ook landgoed De Dompt. Dat landgoed bracht uiteindelijk ook het meeste op.
Het park met de villa Peapark werd  bij de veiling op 27 juli 1926 voor f 24.000 (minder dan 1/10 van de bouwprijs) gekocht door de plaatselijke metaalfabrikant Antoon van Thiel. Hij liet het in 1928 afbreken. Bij de sloop van Peapark kwamen de genietroepen in actie om met dynamiet de villa op te blazen. Enkele betonblokken herinneren nog de plek waar Peapark gestaan heeft. De blokken zijn te zien in de dierenweide van het huidige Warandepark.

## Na het faillissement
Piet de Wit bleef in Helmond, 'zijn' bedrijf maakte een doorstart waar hij als mededirecteur bij betrokken was. Het gezin De Wit betrok na enige tijd een nieuwe, voor hen gebouwde villa in Helmond, gelegen aan de Warandelaan, voltooid in 1927. De familie woonde hier tot 1930, waarna ze naar Brussel vertrok. De villa werd cynisch genoeg wéér gekocht door een lid van de familie Van Thiel. De familie van de latere voorzitter van de Tweede Kamer Frans-Joseph van Thiel kwam er te wonen en bleef er 50 jaar wonen. De villa doet anno 2021 nog steeds dienst als woonhuis.